# Earl Browder
Earl Russell Browder (Wichita, Kansas, 20 de mayo de 1891–Princeton, Nueva Jersey, 27 de junio de 1973) fue un político y sindicalista de los Estados Unidos, importante exponente del sindicalismo internacionalista, comunista y secretario general del Partido Comunista de los Estados Unidos (CPUSA). Tras la Segunda Guerra Mundial, con el inicio de la Guerra Fría, promovió una tercera vía que reconciliase a capitalismo y comunismo, conocida como "browderismo".

## Biografía
Octavo hijo de una familia de Wichita, en Kansas, Browder se unió al Partido Socialista de América (SPA) a los 16 años, en 1907. Dejó el SPA en 1912 por discrepancias con el secretario general Bill Haywood. Encontró trabajo en Kansas City y en 1916 como gerente de oficina en Olathe, siempre sin salir de Kansas.
Fuertemente contrario a la Primera Guerra Mundial, tras la entrada de los Estados Unidos en el conflicto en 1917 fue detenido en virtud de la "ley antiespionaje" ("Espionage Act") y condenado a tres años de cárcel. Permaneció en prisión durante once meses, de diciembre de 1917 a noviembre de 1918.
Puesto en libertad tras la guerra, volvió a la militancia abriendo un periódico comunista titulado "The Workers World", junto al sindicalista James P. Cannon, dirigente del sindicato IWW. Debido a esto, volvió a la cárcel en junio de 1919. Fue recluido en la cárcel de máxima seguridad de Leavenworth, en Kansas, hasta noviembre de 1920.
De nuevo en libertad, entró en el naciente movimiento comunista estadounidense, afiliándose al Partido Comunista Unificado (el Partido nacido en 1921 tras la escisión de varias corrientes comunistas del SPA tras la Revolución de Octubre) y a su sindicato de referencia, la Trade Union Educational League (TUEL), fundada por William Z. Foster.
En junio de 1921 fue invitado a Moscú como delegado del Partido Comunista de los Estados Unidos (CPUSA) y portavoz de los mineros de Kansas junto a Foster para el encuentro de la Internacional Comunista. En la Rusia soviética, Browder conoce a Kitty Harris, agente secreta soviética, con quien vivió durante cierto tiempo en China, concretamente en Shanghái, donde organizó por orden de la Komintern un secretariado sindical para el Océano Pacífico.
En 1930 fue nombrado Secretario General del CPUSA, y en 1932 sustituyó a Foster (que dimitió por dolencias cardíacas) en la presidencia del Partido. Llegó a un acuerdo con las demás fuerzas marxistas e izquierdistas del país, asumió la táctica de los frentes populares y apoyó la política del New Deal impulsada por el presidente Franklin Roosevelt, en la óptica de una reestructuración sustancial del capitalismo. Obtuvo 80 195 votos en las elecciones presidenciales de 1936.
Por haber viajado a la URSS con un pasaporte falso, Browder fue procesado y nuevamente condenado a la cárcel en 1940. Fue apresado durante 14 meses, hasta la entrada de los Estados Unidos en la Segunda Guerra Mundial del lado de la Unión Soviética. Tras el colapso soviético en 1991, salieron a la luz una serie de informes que afirmaban que tanto Browder como algunos de sus familiares eran informantes de la NKVD, la oficina antecesora de la KGB. Él, en vida, siempre desmintió esas acusaciones, incluso ante el Comité de Actividades Antiamericanas del senador republicano Joseph McCarthy.
En 1940, estando en prisión, Browder propició la salida del CPUSA de la Internacional Comunista, que fue disuelta tres años después por orden de Stalin. Tras la contienda, en el clima de la Guerra Fría, Browder trató de conciliar al capitalismo y al socialismo en una teoría llamada "browderismo", considerado una "desviación derechista" del comunismo por la URSS. El resto del movimiento comunista internacional lo marginó, y en el propio CPUSA su antiguo camarada Foster dirigió al ala opositora a sus teorías. En 1945 Browder dimite como Secretario General del CPUSA en favor del estalinista Eugene Dennis. En 1946 fue expulsado del CPUSA y continuó su batalla, más o menos solitaria, contra el sovietismo, criticando a su antiguo Partido pero percatándose de no comprometer a sus ex-camaradas durante el macarthismo.